# Pseudaletia brevipennis
Pseudaletia brevipennis är en fjärilsart som beskrevs av W. Warren 1913. Pseudaletia brevipennis ingår i släktet Pseudaletia och familjen nattflyn. Inga underarter finns listade i Catalogue of Life.